# Districtul Kalocsa
Kalocsa (în maghiară Kalocsai járás) este un district în județul Bács-Kiskun, Ungaria.
Districtul are o suprafață de 1062,27 km2 și o populație de 51.028 locuitori (2013).